# 南法明代爾 (紐約州)
南法明代爾（英語：South Farmingdale）是位於美國紐約州拿騷縣的普查規定居民點。

## 人口
根據2020年美國人口普查的數據，南法明代爾的面積為5.69平方千米，當中陸地面積為5.68平方千米，而水域面積為0.01平方千米。當地共有人口14345人，而人口密度為每平方千米2,521.09人。